# M/F Egense
M/F Egense er en færge med hjemsted i Hals. Den sejler over Limfjorden mellem Hals og Egense. Færgen blev sat ind på ruten i 1971, og samsejler med færgen M/F Hals-Egense. Begge færger ejes af Aalborg Kommune (siden 1. januar 2007).
Færgen er bygget til det svenske vejdirektorat, Vägverket, og indgår i en lang serie med næsten ens standardfærger bygget i 1950'erne. Af dem leverede Lidingöverken i 1955-57 fem helt ens søsterfærger, hvoraf denne fik navnet Färja 61/196 og blev indsat på Vägverkets gratis færgeoverfarter, bl.a. Öregrund-Gräsö. I 1966 blev den solgt til den private overfart mellem Revsudden i Småland og Stora Rör på Öland i Sverige, og sejlede her under navnet Ölandssund V frem til 1970. Overflødiggjort af nyere og større tonnage, der kunne klare trafikken på overfarten, frem til Ölandsbron åbnede i 1972, blev færgen solgt til Danmark.
Unikt for denne færge i dansk sammenhæng er, at den er drevet frem af to Voith-Schneider propeller, hvilket tillader den at manøvrere i en hvilken som helst retning i forhold til skroget. I Danmark bruges denne fremdrivning ellers kun til bugserbåde og arbejdsfartøjer, men i overfarten over Limfjorden, hvor strømmen på tværs ofte kan være kraftig, er manøvreevnen velkommen.
Færgen benyttes som reserve- og forstærkningsfærge og har i sommerperioden også bl.a. sejlet udflugtssejlads på Limfjorden med jazzmusik og servering om bord.